# Джедаба
Джедаба (лат. Alepes djedaba) — вид лучепёрых рыб из семейства ставридовых. Морские пелагические рыбы. Широко распространены в Индо-Тихоокеанской области. Максимальная длина тела 40 см.

## Описание
Тело удлинённое, сжато с боков, покрыто мелкой циклоидной чешуёй. Верхний и нижний профили тела выпуклые. Рыло заострённое. Диаметр глаза почти равен длине рыла. Жировое веко хорошо развито только в задней части глаза. Верхняя челюсть немного вогнута в задней части. Надчелюстная кость относительно большая с расширением в передней части. Многочисленные зубы на обеих челюстях однорядные, гребнеобразные. Есть мелкие зубы на сошнике, нёбных костях и языке. На первой жаберной дуге от 38 до 47 жаберных тычинок (включая рудиментарные), из них на верхней части 10—14, а на нижней — 27—33 тычинки. Край клейтрума гладкий, без сосочков. Два спинных плавника разделены заметным промежутком. В первом спинном плавнике 8 колючих лучей. Во втором спинном плавнике одна колючка и 18—20 мягких лучей. Колючий спинной плавник высокий, самый длинный колючий луч примерно равен длине самых длинных лучей в мягком спинном плавнике. В анальном плавнике 1 колючий и 18—20 мягких лучей, перед плавником расположены 2 колючки. Боковая линия делает высокую дугу в передней части, а затем идёт прямо до хвостового стебля. В выгнутой части боковой линии 31—36 чешуй и 0—3 костных щитка; в прямой части 0—2 чешуйки и 39—51 костных щитков. Хвостовой плавник серповидный. Позвонков: 10 туловищных и 14 хвостовых. Переход изогнутой части боковой линии в прямую часть расположен на вертикали, проходящей в области между началом второго спинного плавника и третьим мягким лучом. Длина хорды изогнутой части в 2—2,6 раза меньше длины прямой части.
Окраска тела серовато-зеленая на спине, переходящая в серебристо-белую по бокам и на брюхе. На краю жаберной крышки отчетливое чёрное пятно, окаймленное сверху меньшим по размеру белым пятном. Мембраны между колючими лучами спинного плавника бледные или тёмные. Лопасть спинного плавника тёмная, с бледным дистальным краем. Хвостовой плавник желтоватый, за исключением верхней лопасти, которая часто с тёмным или чёрным краем. Остальные плавники бледные.
Максимальная длина тела 40 см, обычно до 25 см; масса тела — до 124 г.

## Биология
Морские пелагические рыбы. Обитают в прибрежных водах. Образуют большие стаи. Питаются ракообразными (креветки, копеподы, личинки декапод); крупные особи могут потреблять мелких рыб. Впервые созревают при длине тела 17—19 см. Нерестятся с декабря по сентябрь.

## Ареал
Широко распространены в тропических и субтропических водах Индо-Тихоокеанской области от Красного моря и Персидского залива вдоль восточного побережья Африки  и вдоль азиатского континента до западной Австралии; а также у островов в Индийском океане. В Тихом океане от юга Японии до северо-востока Австралии; Гавайские острова. Через Суэцкий канал проникли в Средиземное море.